# Intelsat 11
Intelsat 11 (ehemals auch PanAmSat 11 oder PAS-11) ist ein kommerzieller Kommunikationssatellit des Satellitenbetreibers Intelsat mit Sitz in Luxemburg.

## Technik
Intelsat 11 wurde auf der Basis des STAR-2-Satellitenbusses von Orbital ATK gebaut. Er besitzt eine erwartete Lebensdauer von etwa 15 Jahren. Der Satellit beherbergt insgesamt 34 aktive Transponder, davon 16 im C-Band und 18 im Ku-Band. Er wird durch zwei Solarmodule und Batterien mit etwa 4,5 Kilowatt Strom versorgt.

## Geschichte
Die Orbital ATK gab im April 2005 bekannt, dass sie einen neuen Satellitenvertrag mit der Intelsat unterzeichnet hat. Das Raumfahrzeug der Intelsat stellt C- und Ku-Band-Dienste für feste Telekommunikation und Direkt-Fernsehen von einer mittelatlantischen Orbitalposition aus bereit. Der Satellit ist der vierte, den die Intelsat seit 2001 bei Orbital bestellt hat. Intelsat hat zuvor drei C-Band-Satelliten für die inländischen Kommunikationsdienste von Orbital gekauft. Intelsat 11 wurde als Nutzlast beim ersten Start der Land-Launch-Zenit-Rakete gebucht, wurde aber im März 2007 auf eine Ariane-5-Trägerrakete umgebucht.
Anfang 2006 bestellte die Intelsat einen Backup-Satelliten für Intelsat 11, der als PAS-11R bezeichnet wurde. Im Mai 2007 bestätigte die Intelsat den Vertrag über die Fertigstellung des Satelliten im Jahr 2008. PAS-11R wurde im Februar 2010 als Intelsat 16 gestartet.
Zuvor wurde Intelsat 11 am 5. Oktober 2007 mit einer Ariane-5-Trägerrakete vom Centre Spatial Guyanais zusammen mit Optus D2 in eine geostationäre Transferbahn gestartet.